# هری ایزاکس (ورزشکار)
هری ایزاکس (انگلیسی: Harry Isaacs; ۲۶ ژانویهٔ ۱۹۰۸ – ۱۳ سپتامبر ۱۹۶۱) بوکسور اهل آفریقای جنوبی بود.